# Cumberland (Kentucky)
Cumberland es una ciudad ubicada en el condado de Harlan, Kentucky, Estados Unidos. Tiene una población estimada, a mediados de 2021, de 1898 habitantes.

## Geografía
La localidad está ubicada en las coordenadas 36°59′13″N 82°59′46″O / 36.98694, -82.99611 (36.986971, -82.996098). Según la Oficina del Censo de los Estados Unidos, Cumberland tiene una superficie total de 8.15 km², de la cual 8.07 km² corresponden a tierra firme y 0.08 km² son agua.

## Demografía
Según el censo de 2020, en ese momento había 1947 personas residiendo en Cumberland. La densidad de población era de 241.26 hab./km². El 89.16% de los habitantes eran blancos, el 4.93% eran afroamericanos, el 0.26% eran amerindios, el 0.51% eran asiáticos, el 0.87% eran de otras razas y el 4.26% eran de una mezcla de razas. Del total de la población, el 1.08% eran hispanos o latinos de cualquier raza.